# Joseph Conrad

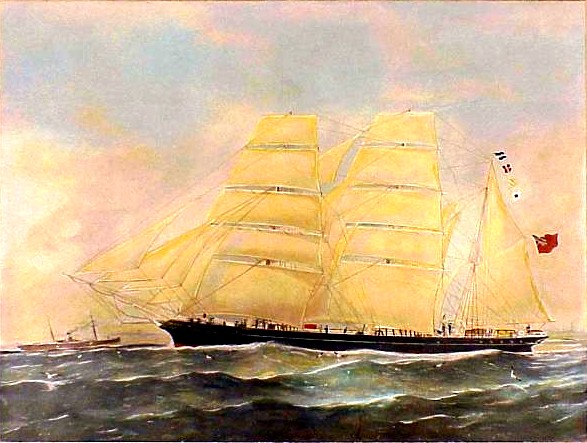
Bark Otago pod pełnymi żaglami, drobnicowiec, którego był kapitanem w latach 1888–1889. Ilustracja z pierwszego wydania Zwierciadła morza (1906) sporządzona według wskazówek autora

Joseph Conrad, właśc. Józef Teodor Konrad Korzeniowski (ur. 21 listopada?/3 grudnia 1857 w Berdyczowie, zm. 3 sierpnia 1924 w Bishopsbourne) – angielski pisarz i publicysta polskiego pochodzenia. Uważany za jednego z najważniejszych pisarzy tworzących w języku angielskim. Jest także uważany za jednego z najwybitniejszych pisarzy XX wieku.
Józef Korzeniowski był synem pisarza Apollona Korzeniowskiego. Nie ukończywszy gimnazjum, wyjechał w 1874 do Francji i zaciągnął się na statek jako prosty marynarz. W 1894 osiadł w Anglii i poświęcił się pracy pisarskiej; zaledwie rok później wydał pierwszą powieść Szaleństwo Almayera. Publikując na obczyźnie używał pseudonimu „Joseph Conrad”, który utworzył z imion: Józef i Konrad. Wybitna twórczość Korzeniowskiego pozostaje zjawiskiem odosobnionym w literaturze światowej, łącząc w sobie nurt romantyzmu z pozytywizmem, symbolizmu z impresjonizmem. Michał Choromański w tytule jednej z powieści nazwał Josepha Conrada „Słowackim wysp tropikalnych”. Większość przekładów na język polski, autoryzowanych przez Korzeniowskiego, jest dziełem kuzynki pisarza Anieli Zagórskiej.

## Życiorys
Korzeniowski urodził się w 1857 w Berdyczowie jako syn działacza niepodległościowego i społecznego, pisarza Apollona Korzeniowskiego (1820–1869) i Ewy z Bobrowskich (1831–1865), którzy pobrali się w tym samym roku. O ile Korzeniowscy należeli do rodzin szlacheckich pozbawionych ziemi po powstaniu listopadowym, o tyle Bobrowscy, rodzina matki, zachowali wysoki status materialny – dzięki temu bezdzietny wuj przyszłego pisarza, Tadeusz Bobrowski, późniejszy autor głośnych Pamiętników, po śmierci rodziców jego opiekun, przez wiele lat mógł wspierać go finansowo. W 1861 rodzina przeniosła się do Warszawy; Ze względu na polityczne zaangażowanie ojca, Korzeniowscy przeprowadzali się dosyć często. Apollo Korzeniowski dołączył do działaczy pierwszych etapów powstania styczniowego. W nowym mieszkaniu przy Nowym Świecie 45 odbyło się pierwsze posiedzenie Komitetu Miejskiego, będącego zalążkiem Komitetu Centralnego Narodowego.
Jeszcze w tym samym miesiącu Apollo został aresztowany pod kilkoma zarzutami, wśród których było stworzenie organizacji konspiracyjnej. W 1861 rodzice Korzeniowskiego zostali zesłani w głąb Rosji, do Permu. Jego wuj, Stefan Bobrowski, był jednym z przywódców powstania styczniowego. Już po drodze, w Moskwie, Korzeniowscy dowiedzieli się, że dzięki interwencji znajomego udało się zamienić Perm na nieco bliższą Wołogdę. W 1863 wyrok Apollona został złagodzony i rodzina przeniosła się do Czernihowa na obecnej Ukrainie, gdzie warunki życiowe były łatwiejsze niż w Wołogdzie. 11 kwietnia 1865 w Czernihowie matka pisarza zmarła na gruźlicę, zaś on sam trafił pod opiekę jej brata – Tadeusza Bobrowskiego. Po powrocie ojca z wygnania w 1867 przenieśli się do znajdującego się w zaborze austriackim Lwowa, gdzie panował przyjaźniejszy klimat polityczny. Dwa lata później przyszły pisarz, wraz z umierającym ojcem, zamieszkał w Krakowie, gdzie uczył się w gimnazjum św. Anny, lecz szkoły tej nie ukończył. Conrad nie był dobrym uczniem, wyróżniał się jedynie w geografii.
W sierpniu 1873 Bobrowski wysłał Konrada do Lwowa, do szkoły z internatem dla chłopców osieroconych w powstaniu styczniowym, prowadzonej przez kuzyna Bobrowskiego. Rok później z nieznanych powodów wuj zabrał Korzeniowskiego z powrotem do siebie.

### Francuska marynarka handlowa
Apollo Korzeniowski zmarł 23 maja 1869. Przyczyną śmierci była, tak samo jak w przypadku matki, gruźlica. W wieku trzynastu lat Korzeniowski zdecydował, że chce związać swoją przyszłość z morzem. Jako niespełna siedemnastolatek w 1874 wyjechał do Marsylii, gdzie pracował jako marynarz. Prócz tego otrzymywał od wuja roczne uposażenie w niebagatelnej wysokości 2 tysięcy franków. Z Marsylii dwukrotnie żeglował na Martynikę, po raz pierwszy jako pasażer, za drugim razem jako praktykant na barku „Mont Blanc”. Później jako steward na żaglowcu „Saint Antoine” odwiedził Karaiby i Amerykę Południową (echa tych podróży pojawiły się w jego późniejszej twórczości).
Niedługo po powrocie pojawiły się problemy wynikające z obywatelstwa – jako poddany cara podlegał obowiązkowi służby wojskowej, co uniemożliwiało mu pracę we francuskiej flocie bez pozwolenia od rosyjskiego konsula. Kiedy próbował zaciągnąć się na kolejny statek pod francuską banderą, okazało się, że brakuje mu potrzebnych dokumentów. Imperium Rosyjskie było w stanie wojny z Imperium Osmańskim, a pisarz był w wieku poborowym. Chcąc dalej pływać, musiał znaleźć statek inny niż francuski lub pozbyć się rosyjskiego obywatelstwa. Pozbawiony pozwolenia władz rosyjskich Korzeniowski popadł w długi i usiłował popełnić samobójstwo (strzelił sobie w pierś, nie uszkadzając jednak żadnego istotnego organu, dzięki czemu przeżył i szybko doszedł do siebie). Bobrowski po otrzymaniu telegramu o tym zdarzeniu odwiedził pisarza oraz zadecydował, że ogłoszą, że młody marynarz został ranny w pojedynku. Korzeniowski był też zamieszany w przemyt broni dla zwolenników Karola VII, pretendenta do tronu Hiszpanii.

### Brytyjska marynarka handlowa
Razem z wujem Korzeniowski uznał, że najkorzystniejszym w jego sytuacji będzie zaciągnięcie się na statek brytyjskiej marynarki handlowej. Bobrowski spłacił długi podopiecznego i podniósł jego roczną pensję. W lipcu 1878 Korzeniowski wyjechał do angielskiego Lowestoft i rozpoczął służbę w brytyjskiej marynarce handlowej. Początkowo służył na przybrzeżnym szkunerze węglowym, później ruszył do Australii. W 1880 zdał egzamin na drugiego oficera i zaciągnął się na bark „Palestine” zmierzający do Bangkoku. Statek nigdy nie osiągnął celu, gdyż w trakcie rejsu doszło do samozapłonu ładunku i zatonięcia. Załoga, a wśród niej Korzeniowski, dotarła do Muntoku, a później do Singapuru. W ciągu kilku tygodni znalazł się z powrotem w Londynie.
W 1884 zdał egzamin na pierwszego oficera. W lipcu 1886 Korzeniowski aplikował o obywatelstwo brytyjskie. Wniosek został rozpatrzony pozytywnie i pisarz otrzymał je już w kolejnym miesiącu, 18 sierpnia. W tym samym roku uzyskał stopień kapitana. W 1888 otrzymał nominację na kapitana barku „Otago”, na którym pływał między Australią i Azją – doświadczenia z pierwszego samodzielnego kapitańskiego rejsu zawarł w powieści Smuga cienia. W 1889 po wielu próbach i petycjach skierowanych do rosyjskiego ministerstwa spraw wewnętrznych, Korzeniowski stracił w końcu status obywatela Imperium Rosyjskiego.
W 1889 powrócił do Londynu i przez dłuższy czas pozostawał bez pracy; żył z oszczędności i udziałów w firmie Baar, Moering and Company. Rozpoczął także pisanie swojej pierwszej powieści Szaleństwo Almayera (ukazała się drukiem sześć lat później, 29 kwietnia 1895).

### Wyprawa do Afryki i koniec służby w marynarce
Pod koniec roku pojawiła się okazja do pracy – Belgijska Spółka Akcyjna do Handlu z Górnym Kongiem poszukiwała kapitana znającego język francuski, który podjąłby się podróży w górę Konga. Po intensywnych przygotowaniach w 1890 oraz kilku podróżach między Brukselą a Londynem Korzeniowski pojechał do Bordeaux, a stamtąd parowcem, wraz z belgijskim oficerem Prosperem Harou do Afryki. Cel przedsięwzięcia utrzymywany był w tajemnicy; Korzeniowski był przekonany, iż popłyną z ekspedycją badawczą w głąb Czarnego Lądu. Maya Yasanoff w biografii Josepha Conrada pisze, że celem wyprawy miało być zastąpienie przez Korzeniowskiego poprzedniego kapitana statku „Florida”: w styczniu 1890 statek „Florida” należący do SAB (Société Anonyme Belge du Commerce du Haut-Congo) zatrzymał się w Tshumbiri, dużej wiosce, położonej w miejscu od którego w dół koryto rzeki Kongo zwęża się. Kiedy załoga drogą wymiany próbowała uzyskać jedzenie i zajmowała się wycinaniem drzew na opał, doszło do utarczki i jeden z członków załogi został ranny. Kapitan, Duńczyk Johannes Freiesleben, udał się na brzeg, by wyjaśnić sprawę i zażądać zadośćuczynienia. „Nie chcę żadnych obcych w mojej wiosce” – powiedział mu wódz. „Pewnie przyjechaliście tu plądrować, wracajcie więc na swój statek albo wszyscy zginiecie”. Freiesleben schwytał wodza jako zakładnika, a wówczas jeden z wieśniaków strzelił mu z muszkietu w brzuch. Inżynier „Floridy” dołożył do pieca i pospiesznie oddalił statek. Freiesleben zginął na miejscu.
12 czerwca dotarł do Bomy, ówczesnej stolicy kraju, skąd ruszył na wschód do Matadi. Tam poznał brytyjskiego konsula, Irlandczyka Rogera Davida Casementa – w przeciwieństwie do innych napotkanych Europejczyków Casement wydawał się „ogromnie inteligentny i bardzo sympatyczny”. Od niego też Korzeniowski dowiedział się o polityce represji, jaką stosowali Europejczycy w Kongu. 28 czerwca Korzeniowski i Harou ruszyli do Leopoldville, niesieni w hamakach lub na plecach tragarzy przez mokradła; obaj w trakcie nabawili się malarii. 8 lipca dotarli do stacji transportowej w Manyandze, zarządzanej przez Reginalda Heyna. Po 17 dniach odpoczynku udali się w dalszą drogę, by wreszcie na początku sierpnia dotrzeć do celu. Na miejscu niestety okazało się, że parowiec „Florida”, którego kapitanem miał zostać Korzeniowski, został uszkodzony. Podczas oczekiwania nawiązał znajomość z Camillem Delcommunem, zastępcą dyrektora spółki i bratem Alexandre’a Delcomunne’a. Belg nie przypadł Korzeniowskiemu do gustu: „Dyrektor jest zwykłym handlarzem kości słoniowej, pełnym niskich instynktów; uważa siebie za handlowca, a w istocie jest czymś w rodzaju afrykańskiego sklepikarza”. Prócz tego Delacommune nie znosił Anglików, a właśnie za Anglika uważał Korzeniowskiego. W efekcie uznał, że poczynione Polakowi obietnice nie są wiążące, jako że nie pojawiły się w kontrakcie. Z uwagi na niemożliwość wykonania zakontraktowanego zadania Korzeniowskiemu polecono, aby udał się do Stanleyville i przywiózł Georges’a Antoine’a Kleina, tamtejszego dyrektora chorego na febrę. Do Stanleyville Korzeniowski popłynął na parowcu „Król Belgów”, ale tylko w charakterze pierwszego oficera, pod komendą Duńczyka Ludviga Kocha. Prócz nich na pokładzie znajdowali się także Camille Delacommune, agenci spółki, mechanik Gossens oraz 25 tubylczych członków załogi. Parowiec holował także dwie barki z drewnem oraz dwa czółna. 3 sierpnia „Król Belgów” opuścił Leopoldville. Dzielącą obie osady odległość 1700 km parowiec pokonał w 28 dni i dotarł do Stanleyville 1 września. Bardzo chorego Kleina zabrano na pokład; zachorował również Koch, przez co dowództwo przejął Korzeniowski. Parowiec ruszył w powrotną drogę. 21 września, na trzy dni przed dotarciem do portu-matki zmarł Klein, którego pochowano w przybrzeżnej wiosce. Zawiedziony ekspedycją Korzeniowski po dotarciu na miejsce liczył, że obejmie dowództwo nad przyrzeczoną „Floridą”, która wyremontowana miała ruszyć do Katangi. Polak nie był w stanie porozumieć się jednak z lokalnymi Europejczykami, a prócz tego był bardzo wycieńczony – cztery razy zapadał na febrę i raz na dyzenterię. Zarząd kompanii powiadomił go, że jednostka, nad którą mógłby objąć komendę, najwcześniej pojawi się w czerwcu 1891, wobec czego przez większość czasu pozostawał bezrobotny. Przez kilka tygodni miał dokonywać nadzoru nad wyrębem drewna pod budowę stacji w Bamou, lecz nawrót choroby uniemożliwił to przedsięwzięcie. 17 października ruszyła ekspedycja do Katangi. Korzeniowski już po dwóch dniach zadecydował o powrocie do Europy. Wracając, zatrzymał się w Manyandze, aby podreperować nadwątlone zdrowie, a później czółnem został zabrany do Matadi, przy czym o mało nie utonął, wypadłszy z chybotliwej łódki. W styczniu 1891 dotarł do Brukseli, a w lutym był z powrotem w Londynie. Afrykańskie przygody pozostawiły po sobie piętno – Korzeniowski był schorowany i wycieńczony psychicznie. Przez kilka następnych miesięcy leczył się w Wielkiej Brytanii i Francji.
W latach 1891–1893 pływał jako pierwszy oficer na kliprze pasażerskim „Torrens”, na którego pokładzie dwukrotnie odwiedził Australię. Podczas rejsu poznał późniejszego znanego pisarza, Johna Galsworthy’ego, który opisał później Conrada we wspomnieniach, a także sportretował go w noweli Równikowy pas ciszy. Udał się również na Ukrainę w odwiedziny do wuja. Ostatnią jednostką, na której był zatrudniony, była „Adowa”. Miał na niej służyć na przełomie lat 1893–1894 jako drugi oficer przy przewozie emigrantów ruszających do Kanady, ale projekt spalił na panewce i „Adowa” stała zacumowana w porcie w Rouen, a potem powróciła do Londynu.

### Kariera pisarska
W styczniu 1894 roku, w wieku 36 lat, Conrad uzyskał zwolnienie z pracy, aby już nigdy nie próbować się zatrudnić w marynarce. Wkrótce potem, utrzymując się częściowo ze spadku po wuju, ukończył Szaleństwo Almayera w 1894 roku. Do końca życia utrzymywał się z pracy twórczej.
Według Najdera, Conrad był świadomy, że jako emigrantowi i wędrowcowi brakowało mu wspólnego zaplecza kulturowego z anglojęzycznymi czytelnikami. Oznaczało to, że nie mógł konkurować z autorami anglojęzycznymi piszącymi o anglojęzycznym świecie. Natomiast obszarem, po którym mógł się poruszać swobodnie były kraje egzotyczne, zwłaszcza nieźle mu znany Archipelag Malajski. Drugą przyczyną wyboru tego terenu było uniknięcie kłopotliwej lojalności wobec korony brytyjskiej podczas krytykowania kolonializmu – opisywane rejony znajdowały się pod innym panowaniem. Poza tym atrakcyjna dla czytelników była sama egzotyczna, przyrodniczo i obyczajowo, scenografia. Krytycy podkreślali, że Conrad był pionierem w opisywaniu tamtych regionów.
Większość twórczości oraz wiele postaci z utworów Conrada ma swe źródło w jego karierze na morzu oraz osobach wtedy poznanych lub o których słyszał. Np. Korsykanin Dominic Cervoni, pierwszy oficer na barku „Saint-Antoine”, gdzie Conrad pełnił funkcję stewarda w 1876, stał się pierwowzorem Nostromo z powieści pod tym samym tytułem; Najder uważa, że pierwowzorem Toma Lingarda z powieści Szaleństwo Almayera, Wyrzutek i Ocalenie mógł być, poznany w 1879 w Sydney, kapitan o nieznanym nazwisku. Dla swoich powieściowych postaci często zapożyczał nazwiska rzeczywistych osób, np. przedsiębiorca Olmeijer, którego Conrad napotkał podczas wizyt na Borneo, pojawia się jako „Almayer” w pierwszej powieści, Szaleństwo Almayera, podobnie kapitan McWhirr (Tajfun), kapitan Beard i pana Mahon (Młodość), kapitan Lingard (Szaleństwo Almayera), kapitan Ellis (Smuga cienia), kapitan Blunt (Złota strzała). W noweli Murzyn z załogi „Narcyza” Conrad zachował także autentyczną nazwę statku, na którym pływał w 1884 r. Niemniej sam Conrad twierdził, że własne przeżycia były tylko zaczynem dla opowieści fabularnych, szczegóły faktograficzne swoich książek: imiona, nazwy geograficzne, szczegóły obyczajowe i inne składniki fabuły, czerpał z lektur książek podróżników i pamiętnikarzy. Sam pisał w 1898 w liście do wydawcy, W. Blackwooda, odpierając zarzuty o ignorancję w sprawach realiów: „wszystkie te szczegóły (...) wziąłem (dla pewności) z niepodejrzanych źródeł – nudnych, mądrych ksiąg”.
We wrześniu 1898 Conrad poznał Forda Madoksa Forda. Biograf Conrada, Jocelyn Baines pisze, że ta znajomość była „najważniejszym wydarzeniem w karierze literackiej Conrada”. Obaj pisarze nawiązali współpracę, która w ciągu następnych lat zaowocowała kilkoma wspólnie napisanymi dziełami, jak: Spadkobiercy (1901), Przygoda (1903), Charakter przestępstwa (1924).

## Życie prywatne
24 marca 1896 pisarz wziął ślub cywilny z poznaną rok wcześniej osiemnastoletnią Jessie Emmeline George (1873–1936) w urzędzie przy St George Hanover Square. W 1898 urodził się ich pierwszy syn, któremu nadali imiona Alfred Borys (1898–1978). Krótko po narodzinach Alfreda para przeniosła się na farmę Pent Farm niedaleko Hythe w hrabstwie Kent. W 1906 na świat przyszedł drugi syn pisarza, który otrzymał imiona John Alexander (1906–1982). W latach 1907–1909 z powodu długów rodzina przeprowadziła się do mniejszego, czteropokojowego domu niedaleko zamku Someries koło Luton. W 1909 Conradowie wrócili do hrabstwa Kent, mieszkając kolejno w: Aldington (1909–1910), dworku Capel House koło Ashford (1910–1919), majątku Spring Grove koło Wye (1919), posiadłości Oswalds w Bishopsbourne niedaleko Canterbury (1919–1924).
Zarówno żona, jak i obaj synowie opublikowali wspomnienia o swoim mężu i ojcu. Jessie napisała: Joseph Conrad as I Knew Him (1926) i Joseph Conrad and his circle (1935, wyd. pol. Józef Conrad, Wydawnictwo Literackie 1959); Borys wydał książki: A Family Chronicle (wyd. pol. Kronika rodzinna, Państwowy Instytut Wydawniczy 1969), My father, Joseph Conrad (1970) oraz Coach tour of Joseph Conrad’s homes in Kent: with photographs of the houses as they were in his time and some biographical notes (1974); zaś John: Some reminiscences of my father (1976) oraz Joseph Conrad: Times Remembered (1981, wyd. pol. Czas zapamiętany: „Ojciec jest tutaj”, Wydawnictwo Literackie 1997).
Tuż po powrocie z Afryki Conrad popadł w depresję, która, w różnym stopniu natężenia, prześladowała go do końca życia. W wieku czterdziestu kilku lat zaczął także uskarżać się na podagrę, na którą cierpiał do ostatnich dni. Miał fobię dentystyczną, zaniedbywał swoje zęby, dopóki nie trzeba było ich usunąć. W jednym z listów zauważył, że każda powieść, którą napisał, kosztowała go ząb.
Chociaż Conrad wychowywał się jako katolik, nie wyznawał żadnej religii i o zjawiskach nadprzyrodzonych pisał jedynie jako o przesądach.
Przez dużą część dorosłego życia borykał się z kłopotami finansowymi. Według Najdera, mimo iż rodzina Conrada była bardzo dobrze sytuowana, obawa przed wypadnięciem z «lepszej sfery» pochłaniała fortunę. „Conrad, niepewny swego miejsca w społeczeństwie angielskim, bał się takiego obrotu sprawy rozpaczliwie. Dbałość o pozory, wzmagana tradycyjnie polską skłonnością do «zastaw się, a postaw się», oraz marynarsko-artystyczna nieumiejętność liczenia się z pieniędzmi popychały go stale na skraj zupełnego bankructwa”. Mimo uznania krytyki nie był pisarzem znanym – dopiero w 1913, wraz z ukazaniem się Gry losu, zdobył popularność i wydobył się z nękających go problemów finansowych.
Choć jest uznawany za jednego z największych stylistów w całej angielskiej literaturze, to do końca życia mówił po angielsku z silnym, obcym („polskim”) akcentem. Poznany w 1895 krytyk i pisarz Edward Garnett wspomina, że „wymawiał błędnie tyle wyrazów, że z trudem go rozumiałem. Odkryłem, że ani razu nie słyszał ich wypowiedzianych po angielsku, ale nauczył się ich wszystkich z książek!”. Arystokratka, Ottoline Morrell w swoich wspomnieniach pisze „Mówił po angielsku z silnym obcym akcentem, jak gdyby smakował słowa w ustach przed ich wymówieniem, ale mówił znakomicie, choć zawsze na sposób cudzoziemski”. Jego bliski współpracownik, Ford Madox Ford tak o nim pisał: „Mówił po angielsku bardzo płynnie i wyraźnie, z poprawną składnią i absolutną precyzją znaczeniową, ale akcentując tak błędnie, że czasem trudno go było zrozumieć”. Natomiast znał biegle francuski, którego nauczył się w domu rodzinnym (Jarosław Iwaszkiewicz napisał: „Conrad, syn zamożnych obywateli polskich, wychował się po prostu na francuszczyźnie”), którego używał, stosując ulubiony, marsylski akcent. Znał też język niemiecki.

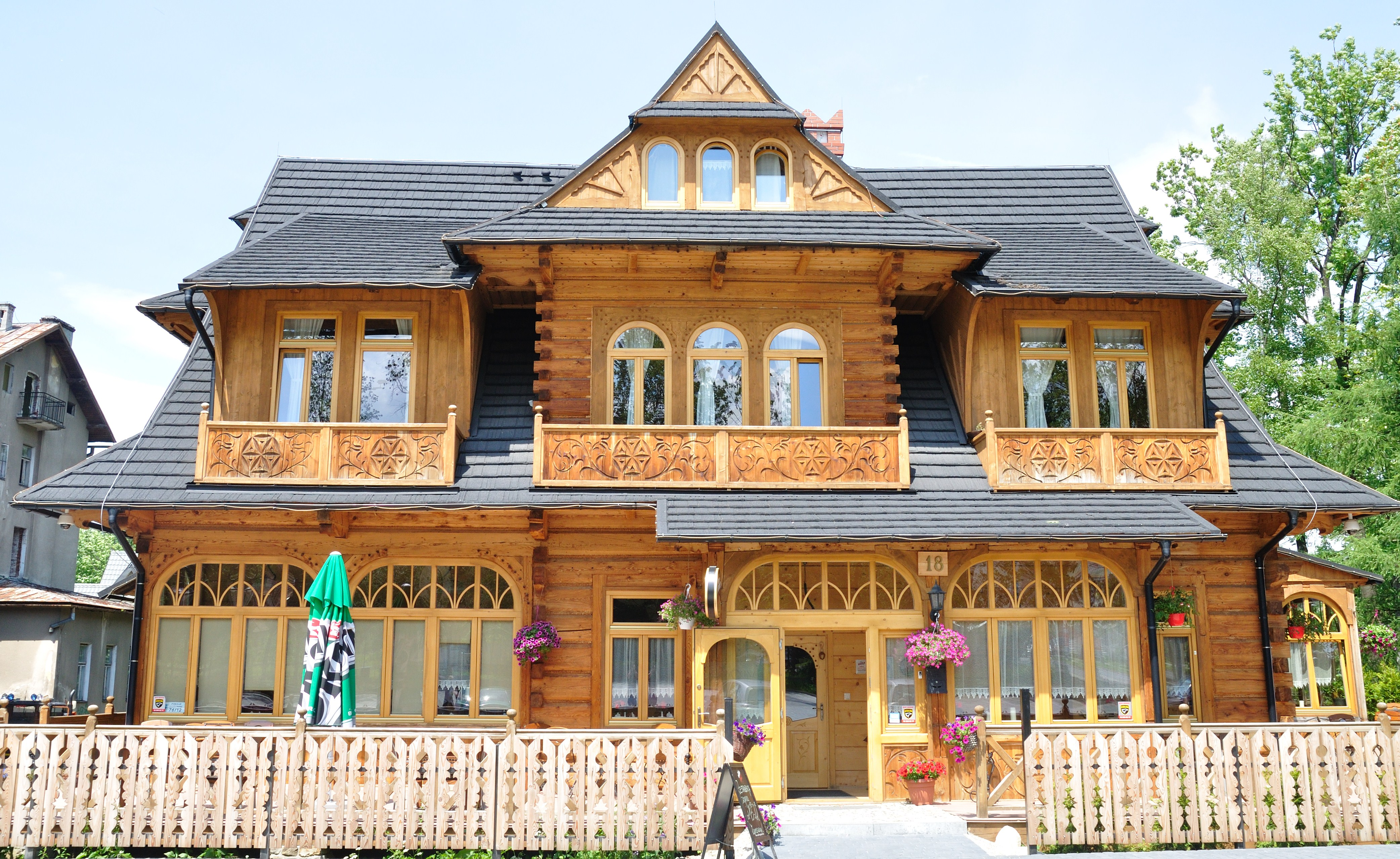
Willa „Konstantynówka” w Zakopanem, miejsce pobytu Korzeniowskiego w 1914 (2013)

Wraz z wybuchem I wojny światowej Conradowie po raz pierwszy udali się wspólnie do Polski. Po krótkim pobycie w Krakowie ukryli się przed zawieruchą wojenną w pensjonacie jego kuzynki Anieli Zagórskiej w Zakopanem. W październiku uzyskali pozwolenie na wyjazd i przez Wiedeń i Włochy w listopadzie trafili z powrotem do Anglii. W 1916 syn pisarza, Borys, został powołany do wojska i wyruszył na kontynent na front, z którego wrócił straumatyzowany.
Pod koniec życia Conrad nosił się z zamiarem powrotu do Polski, ale zbyt wiele spraw trzymało go w Anglii. Wypowiadał się o sprawach polskich w publicystyce. Poparł m.in. pożyczkę, rozpisaną w 1920 w USA przez rząd walczącej z bolszewikami Polski.
Niedługo przed śmiercią, w maju 1924 premier rządu brytyjskiego, Ramsay MacDonald w imieniu króla Jerzego V ofiarował Conradowi tytuł szlachecki, jednak pisarz listownie odmówił przyjęcia zaszczytu.
3 sierpnia 1924 Joseph Conrad zmarł w posiadłości Oswalds we wsi Bishopsbourne, prawdopodobnie na zawał serca. Został pochowany na cmentarzu w Canterbury, pod imieniem i nazwiskiem (z błędem) „Joseph Teador Conrad Korzeniowski”. Na nagrobku znalazło się motto z ostatniej ukończonej powieści Conrada, Korsarza, wzięte z utworu Królowa wieszczek Edmunda Spensera: „Sen po trudzie, port po wzburzonych morzach, Spokój po wojnie, śmierć po życiu, cieszy ogromnie”.

## Odbiór

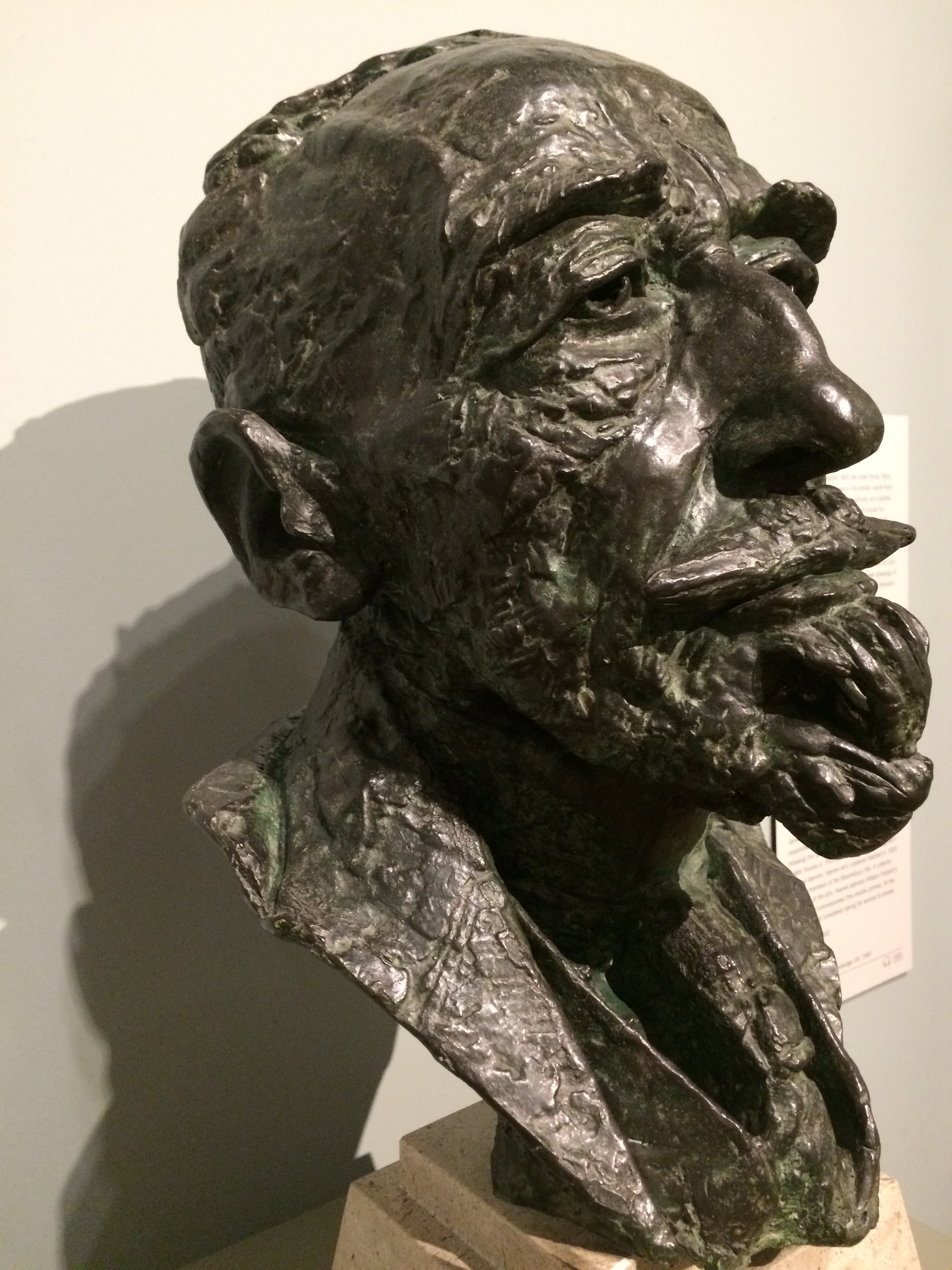
Popiersie Conrada wykonane w 1924 przez Jacoba Epsteina

Hanna Segal pisze, że Conrad publikując swą pierwszą powieść w wieku 37 lat „pojawił się w literaturze angielskiej jak meteor” i „od razu został uznany za wybitnego pisarza przez takich ludzi, jak Wells, Henry James, Galsworthy i Edward Garnett, którzy rozpoznali w nim mistrza”. Psychoanalityczka stawia tezę, że przyczyną owej „dziwnej transformacji zawodowego marynarza w wybitnego pisarza” był kryzys wieku średniego, który zwłaszcza w życiu artystów ma szczególne znaczenie. W życiu Conrada zaszły wydarzenia, które powodują ową przemianę: stracił opiekuna (zamiast rodziców w jego przypadku był to wuj), wziął na siebie obowiązki rodzicielskie (tu: pierwsze dowództwo), a także stawienie czoła perspektywie własnej śmierci (być może przeżycia w Afryce). Przeżycia te znalazły później odbicie zwłaszcza w trzech utworach Conrada: Tajemnym wspólniku, Smudze cienia i Jądrze ciemności. Conrad, „który miał bardzo traumatyczne dzieciństwo i dźwigał w sercu ciężką depresję (..) stanął na rozdrożu” i „owładnęło nim zniechęcenie późnej młodości (...) Musiał zajrzeć w głąb siebie, dojść do porozumienia ze swoim światem wewnętrznym i podjąć próbę jego rekonstrukcji”. „Kurtz wejrzał w siebie, oszalał i zniszczył siebie. Conrad wejrzał w siebie i choć był bliski krawędzi, zaczął pisać”.
Problematykę powieści Conrada można określić jako psychologiczno-moralną. Akcja jego utworów przeważnie rozgrywa się na morzu, wśród marynarzy, w egzotycznej scenerii Oceanu Indyjskiego, jego wysp i archipelagów. Te specyficzne warunki życia na morzu stały się w jego powieściach doskonałym tłem dla rozważań na temat granic etycznych. Conrad stawiał pytania, na które niełatwo odpowiedzieć. Jakie są granice odpowiedzialności człowieka w obliczu zagrożenia przychodzącego z zewnątrz? Czy przy zasadach moralnych i tych, które wyznacza etyka zawodu, należy trwać za wszelką cenę, nawet wobec groźby utraty życia? Jakim próbom charakteru jest w stanie sprostać człowiek? Jakie jest znaczenie ludzkiej solidarności?
Moralistyka Conrada, a zwłaszcza konieczność dokonywania trudnych wyborów w sytuacjach ekstremalnych, poszukiwanie granic między dobrem a złem, między prawdą a fałszem, szukanie odpowiedzi na pytanie, czym jest honor człowieka – wszystko to ma wymiar ponadczasowy. Stąd popularność jego utworów np. w pokoleniu konspiratorów i członków ruchu oporu przeciw faszyzmowi w latach II wojny światowej, na co zwrócił uwagę m.in. Michał Choromański w książce Słowacki Wysp Tropikalnych. Postawy osobowe i wybory etyczne wobec zła absolutnego i załamania się lub braku normalnych mechanizmów społecznych są tematem wielu powieści Conrada. Sytuacje takie były jasno widoczne w wyborach i decyzjach uczestników konspiracji wobec świadomie wprowadzonego przez okupanta niemieckiego rozkładu moralnych podstaw funkcjonowania społeczeństwa.
Maria Dąbrowska pisze, że głównym składnikiem twórczości Conrada jest „poczucie odpowiedzialności”, z którego uczynił on „żywioł – nieomal piąty element świata. Uczynił instynkt”. Dodaje również, że „tematem większej części utworów Conrada jest człowiek samotny albo prawie samotny, rzucony w bezludną przestrzeń oceanu, czy też dzikiego lądu i walczący z potęgą żywiołu, a zarazem ze słabością i chaosem własnego wnętrza”.
Badaczka Conrada Maya Yasanoff uważa, że pisarz, jako bystry obserwator rzeczywistości przełomu XIX i XX w. przewidział narodziny globalizacji. Doświadczenia życiowe połączone z wrodzoną inteligencją uczyniły go osobą bardzo refleksyjną: był jedynakiem, wcześnie został sierotą, wiele podróżował, dzięki czemu jego zdolności obserwacji były większe niż u współczesnych. „Conrad był outsiderem – imigrantem w Wielkiej Brytanii, szlachcicem na statku, Polakiem w Rosji”. Inny nowatorski aspekt jego twórczości, to zakwestionowanie postępu jako zjawiska jednoznacznie pozytywnego.
Nigeryjski krytyk literacki i pisarz, Chinua Achebe w artykule Obraz Afryki. Rasizm w „Jądrze ciemności” Josepha Conrada (1977), dowodzi, że Conrad był „zdeklarowanym rasistą” i „miał problem ze swoim stosunkiem do Murzynów”, opierając się na cytatach głównie z Jądra ciemności, który to utwór określa mianem „obelżywego i oburzającego”, ale także z utworów Zwycięstwo i Ze wspomnień. Przyznaje jednocześnie, że jego horyzontów nie ograniczała ksenofobia i „nie było jego winą, że żył w czasach, w których czarny człowiek miał wyjątkowo marną reputację”. Jednocześnie nie kwestionuje jego wielkiego talentu, przyznaje, że Conrad „jest bez wątpienia jednym z największych stylistów literatury nowoczesnej, a w dodatku autorem doskonale skonstruowanych fabuł”, zaś jego utwory należą do „literatury o trwałej wartości”.
Szczegółowymi badaniami twórczości Josepha Conrada zajmuje się międzynarodowe Joseph Conrad Society zrzeszające wielu cenionych badaczy literatury. Stowarzyszenie to wydaje naukowy półrocznik The Conradian poświęcony twórczości i życiu pisarza. Wieloletnim członkiem tego stowarzyszenia jest wybitny conradysta polsko-kanadyjski Andrzej Busza. W 1966 wydał on książkę Conrad’s Polish Literary Background (Polskie tło literackie Conrada). Do tematu Conrada powrócił w opublikowanym wspólnie ze znanym literaturoznawcą angielskim J.H. Stape opracowaniu Joseph Conrad. The Rover (Joseph Conrad. Wędrowiec). Inną znaną badaczką życia i twórczości tego pisarza była Barbara Koc, która w oparciu o zbiory Biblioteki Uniwersytetu Jagiellońskiego stworzyła pierwsze opracowanie jego korespondencji. Znakomitym badaczem życia i twórczości Conrada był Zdzisław Najder, autor m.in. książki Życie Conrada Korzeniowskiego.
W 1998 wydawnictwo Modern Library umieściło cztery powieści Conrada na liście 100 najlepszych powieści anglojęzycznych XX wieku: 46. Tajny agent, 47. Nostromo, 67. Jądro ciemności, 85. Lord Jim. W 2009 Jądro ciemności i Lord Jim znalazły się także na liście 100 najlepszych książek literatury światowej „Newsweeka”.

## Twórczość

### Powieści
- 1895 Szaleństwo Almayera (Almayer’s Folly)
- 1896 Wyrzutek (An Outcast of the Islands, inne tłumaczenia: Banita, Wykolejeniec)
- 1897 Murzyn z załogi „Narcyza” (The Nigger of the „Narcissus”)
- 1900 Lord Jim
- 1901 Spadkobiercy (The Inheritors – wspólnie z F.M. Fordem)
- 1902 Jądro ciemności (Heart of Darkness, inne tłumaczenie: Serce ciemności, tł. Jacek Dukaj)
- 1903 Przygoda (Romance – wspólnie z F.M. Fordem)
- 1904 Nostromo
- 1907 Tajny agent (The Secret Agent)
- 1911 W oczach Zachodu (Under Western Eyes)
- 1913 Gra losu (Chance)
- 1915 Zwycięstwo (Victory)
- 1917 Smuga cienia (The Shadow Line)
- 1919 Złota strzała (The Arrow of Gold)
- 1920 Ocalenie (The Rescue)
- 1923 Korsarz (The Rover)
- 1924 Charakter przestępstwa (The Nature of Crime – wspólnie z F.M. Fordem)
- 1925 W zawieszeniu (Suspense)
- 1928 Siostry (Sisters) – niedokończone

### Zbiory nowel i opowiadań
- 1898 Opowieści niepokojące (Tales of Unrest)

zawiera: Karain, wspomnienie, Idioci, Placówka postępu, Powrót, Laguna
- 1902 Młodość i inne opowiadania (Youth, a Narrative, and Two Other Stories)

zawiera: Młodość, Jądro ciemności, U kresu sił
- 1903 Tajfun i inne opowiadania (Typhoon and Other Stories)

zawiera: Tajfun, Amy Foster, Falk, Jutro
- 1908 Sześć opowieści (A Set of Six)

zawiera: Gaspar Ruiz, Donosiciel, Bestia, Anarchista, Pojedynek, Il Conde
- 1912 Między lądem a morzem (Twixt Land and Sea)

zawiera: Uśmiech fortuny, Tajemny wspólnik, Freja z Siedmiu Wysp
- 1915 Wśród prądów (Within the Tides)

zawiera: Plantator z Malaty, Wspólnik, Gospoda dwóch wiedźm, Dla dolarów
- 1925 Opowieści zasłyszane (Tales of Hearsay)

zawiera: Dusza wojownika, Książę Roman, Opowieść, Czarny oficer

### Dramaty
- 1913 Jutro (One Day More)
- 1923 Anna Śmieszka (Laughing Anne)
- 1923 Tajny agent, dramat w czterech aktach (The Secret Agent, a Drama in Four Acts)

### Eseje i wspomnienia
- 1906 Zwierciadło morza (The Mirror of the Sea)
- 1912 Ze wspomnień (Some Reminiscences, od 2. wydania A Personal Record)
- 1921 O życiu i literaturze (Notes on Life and Letters)
- 1926 Ostatnie szkice (Last Essays)

## Adaptacje
Twórczość Conrada doczekała się wielu adaptacji (bezpośrednich i pośrednich) teatralnych i filmowych.

### Filmowe
- Victory (1919), adaptacja noweli Zwycięstwo, pierwsza filmowa adaptacja, film niemy, reż. Maurice Tourneur, wyst. m.in. Lon Chaney,
- Lord Jim (1925), reż. Victor Fleming,
- Niebezpieczny raj (1930), polska adaptacja noweli Zwycięstwo, w rolach gł. Maria Malicka i Adam Brodzisz,
- Dangerous Paradise (1930), brytyjska adaptacja noweli Zwycięstwo, reż. William A. Wellman,
- Tajny Agent (Sabotage, 1936), reż. Alfred Hitchcock[62],
- Victory (1940), adaptacja noweli Zwycięstwo, z udziałem Fredrica Marcha,
- An Outcast of the Islands (1952), adaptacja noweli Wyrzutek, wyst. Trevor Howard,
- Twarzą w twarz (Face to Face, 1952), adaptacja opowiadania Tajemny wspólnik, reż. John Brahm, Bretaigne Windust, wyst. James Mason, Gene Lockhart,
- Laughing Anne (1953), adaptacja noweli Dla dolarów
- Lord Jim (1965) – reż. Richard Brooks, wyst. Peter O’Toole,
- The Rover (1967), adaptacja noweli Korsarz, reż. Terence Young, wyst. Anthony Quinn,
- La ligne d'ombre (1973), adaptacja TV powieści Smuga cienia, reż. Georges Franju,
- Jej powrót (1975), polska adaptacja opowiadania Powrót, w rolach gł. Beata Tyszkiewicz i Jerzy Zelnik,
- Smuga cienia (1976) – produkcja polsko-brytyjska, reż. Andrzej Wajda, wyst. Marek Kondrat,
- Pojedynek (The Duellists, 1977) – reż. Ridley Scott, wyst. Keith Carradine i Harvey Keitel,
- Naufragio (1977), meksykańska adaptacja opowiadania Jutro, reż. Jaime Humberto Hermosillo,
- Czas apokalipsy (ang. Apocalypse Now, 1979) – oparty na opowiadaniu Jądro ciemności, reż. Francis Ford Coppola, wyst. Martin Sheen i Marlon Brando,
- Un reietto delle isole (1980), włoska adaptacja noweli Wyrzutek, reż. Giorgio Moser, wyst. Maria Carta,
- Jądro ciemności (Heart of Darkness, 1993) – reż. Nicolas Roeg, wyst. Tim Roth i John Malkovich,
- Zwycięstwo (ang. Victory, 1995), reż. Mark Peploe, wyst. Willem Dafoe, Irène Jacob, Sam Neill,
- The Secret Agent (1996), wyst. Bob Hoskins, Patricia Arquette i Gérard Depardieu,
- Kochankowie sztormowego morza (Swept from the Sea, 1997), adaptacja opowiadania Amy Foster, reż. Beeban Kidron, z udziałem Rachel Weisz,
- Gabrielle (2005) adaptacja opowiadania Powrót, reż. Patrice Chéreau, z udziałem Isabelle Huppert oraz Pascala Greggory,
- Hanyut (2011), malezyjska adaptacja powieści Szaleństwo Almayera,
- Almayer’s Folly (2011), adaptacja powieści Szaleństwo Almayera, reż. Chantal Akerman,
- Secret Sharer (2014), adaptacja opowiadania Tajemny wspólnik, reż Peter Fudakowski,
- The Young One (2016), adaptacja opowiadania Młodość, reż Julien Samani,
- An Outpost of Progress (2016), adaptacja opowiadania Placówka postępu, reż. Hugo Vieira da Silva[63].

### Teatralne
Tadeusz Baird skomponował dramat muzyczny z librettem Jerzego S. Sity według noweli Jutro z tomu Tajfun i inne opowiadania. Prapremiera utworu miała miejsce w Warszawie 19 września 1966 roku.
W latach sześćdziesiątych XX wieku Telewizja Polska przygotowała i wyemitowała cykl przedstawień Teatru TV opartych na dziełach Conrada. Były to sławne Wieczory z Conradem, a pokazane w tym cyklu dzieła pisarza to m.in. Korsarz, Falk, Murzyn z załogi „Narcyza”, Freja z Siedmiu Wysp, Tajny agent i Smuga cienia. W Polsce znane adaptacje teatralne prozy Conrada zawdzięczamy głównie reżyserowi Zygmuntowi Hübnerowi; w 1980 wystawił na deskach Teatru Powszechnego w Warszawie Spiskowców opartych na powieści W oczach Zachodu. W 1987 powtórzył tę inscenizację, adaptując ją do potrzeb Teatru TV.
W roku Conradowskim (2007) Kristian Nehrebecki wystawił oryginalną adaptację fragmentów Lorda Jima pt. Lord Jim – proces. Oryginalność tej adaptacji polegała na zastąpieniu tradycyjnej sceny teatralnej pomieszczeniami okrętowymi na Darze Pomorza.

### Komiksowe
- Kongo. Józefa Konrada Teodora Korzeniowskiego podróż przez ciemności Christian Perrissin, Tom Tirabosco, 2013 (pol. 2017),
- Jądro ciemności. Joseph Conrad, scen. i rys. Tomasz Bohajedyn, 2016,
- Jądro ciemności – powieść graficzna na podstawie powieści: Josepha Conrada, adaptacja tekstu: David Zane Mairowitz, tłumaczenie: Magda Heydel, ilustracje: Catherine Anyago, 2017.

### Gry komputerowe
- Spec Ops: The Line – komputerowa gra akcji oparta na noweli Jądro ciemności i filmie Czas Apokalipsy.

### Nawiązania literackie i filmowe
- Serce Mroku (1998) – opowiadanie fantastycznonaukowe Jacka Dukaja nawiązujące do noweli Jądro ciemności,
- Tajemny gość (The Secret Sharer 1988) – opowiadanie fantastycznonaukowe Roberta Silverberga oparte na opowiadaniu Tajemny wspólnik.

Conrad jest bohaterem jednego z opowiadań w antologii Echa Wojny światów.
Kilka statków kosmicznych występujących w serii filmów Obcy nosi nazwy wzięte z prozy Conrada:
- Obcy – ósmy pasażer Nostromo:
  - Frachtowiec „USCSS Nostromo” nosi nazwę wziętą od tytułowego bohatera powieści Nostromo,
  - Prom, którym ucieka Ellen Ripley to „Narcissus”, co można odnieść do innej powieści Conrada, Murzyn z załogi „Narcyza”,
- Obcy – decydujące starcie – okręt piechoty morskiej nazywa się „USS Sulaco”, tak jak fikcyjne miasto, w którym rozgrywa się akcja powieści Nostromo,
- Obcy 3 – statek nosi nazwę „USCSS Patna”, tak jak statek z kolejnej powieści Conrada, Lord Jim,
- Obcy kontra Predator – statek „USS Marlow” to nazwa wzięta od nazwiska narratora występującego w kilku powieściach Conrada,
- Obcy kontra Predator 2 – statek „USS Verloc” to nawiązanie do bohatera powieści Tajny agent.

## Upamiętnienie

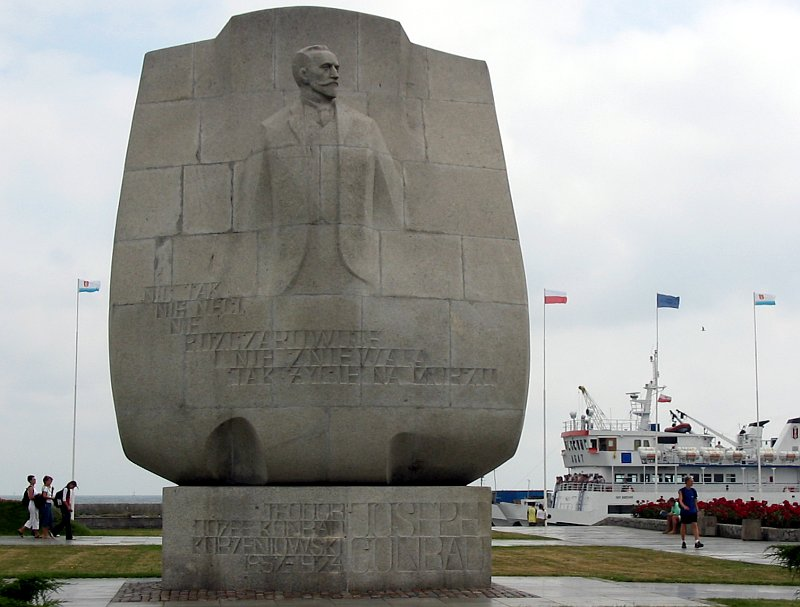
Pomnik Józefa Korzeniowskiego w Gdyni

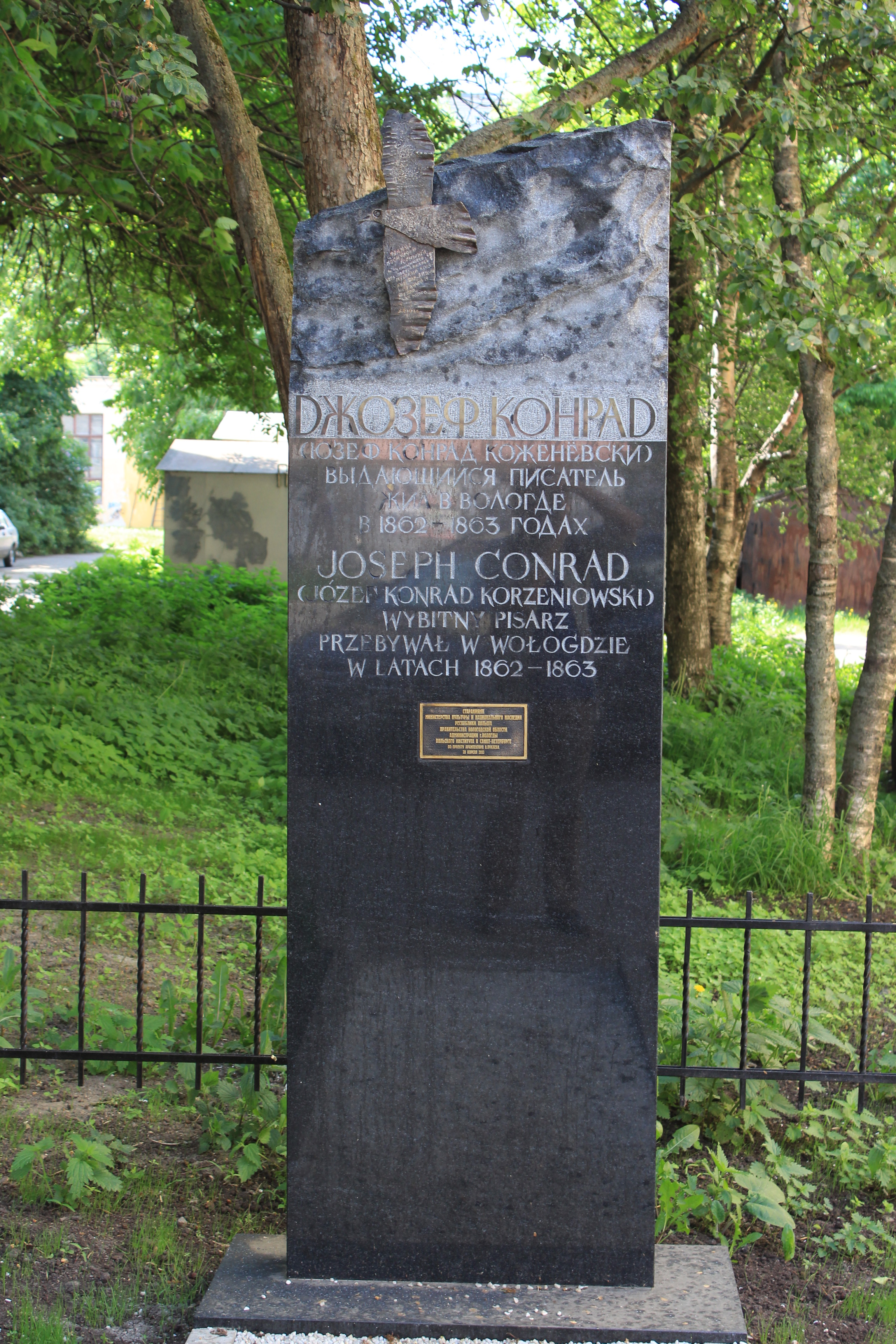
Pomnik Józefa Korzeniowskiego w Wołogdzie, Rosja

- 19 czerwca 1976 w Gdyni odsłonięto pomnik Josepha Conrada autorstwa Zdzisława Kosedy i Wawrzyńca Sampa[69][70];
- 5 grudnia 1977 w Warszawie jednej z ulic na terenie obecnej dzielnicy Bielany zostało nadanie imię Josepha Conrada[71];
- Na wniosek Ministerstwa Kultury i Dziedzictwa Narodowego, zgłoszony przez Polski Komitet do spraw UNESCO (poparty przez Komitet do spraw UNESCO Wielkiej Brytanii i Irlandii Północnej) 150. rocznica urodzin Josepha Conrada-Korzeniowskiego wpisana została do kalendarza rocznic UNESCO na rok 2007. Honorowy patronat nad obchodami „Roku Conradowskiego” w Polsce objął prezydent Rzeczypospolitej Polskiej Lech Kaczyński;
- Pisarz jest patronem Nagrody literackiej ufundowanej przez Instytut Polski w Kijowie, przyznawanej od 2007 co 2 lata pisarzowi ukraińskiemu, który nie ukończył 40 lat, co ma w zamierzeniu honorować ukraińskich twórców oraz upamiętnić postać Conrada jako symbol polsko-ukraińsko-brytyjskiego dziedzictwa kulturowego[72];
- W 2007 Narodowy Bank Polski wyemitował komplet monet z okazji 150. rocznicy urodzin pisarza (o nominałach 2 zł, 10 zł, 200 zł)[73];
- 28 kwietnia 2013 w Wołogdzie na miejscu, gdzie niegdyś stał dom, w którym podczas zesłania zamieszkała rodzina Korzeniowskich, odsłonięto pomnik Conrada. W miejscowej bibliotece otwarto zaś stałą wystawę poświęconą pisarzowi;
- Sejm Rzeczypospolitej Polskiej ustanowił rok 2017 m.in. Rokiem Josepha Conrada Korzeniowskiego[74][75];
- Na ścianie budynku przy ulicy Poselskiej 12 w Krakowie (na zapleczu obecnego budynku Urzędu Miasta Krakowa) znajduje się tablica upamiętniająca Josepha Conrada. Tu znajdował się dom, w którym w młodości mieszkał[76].

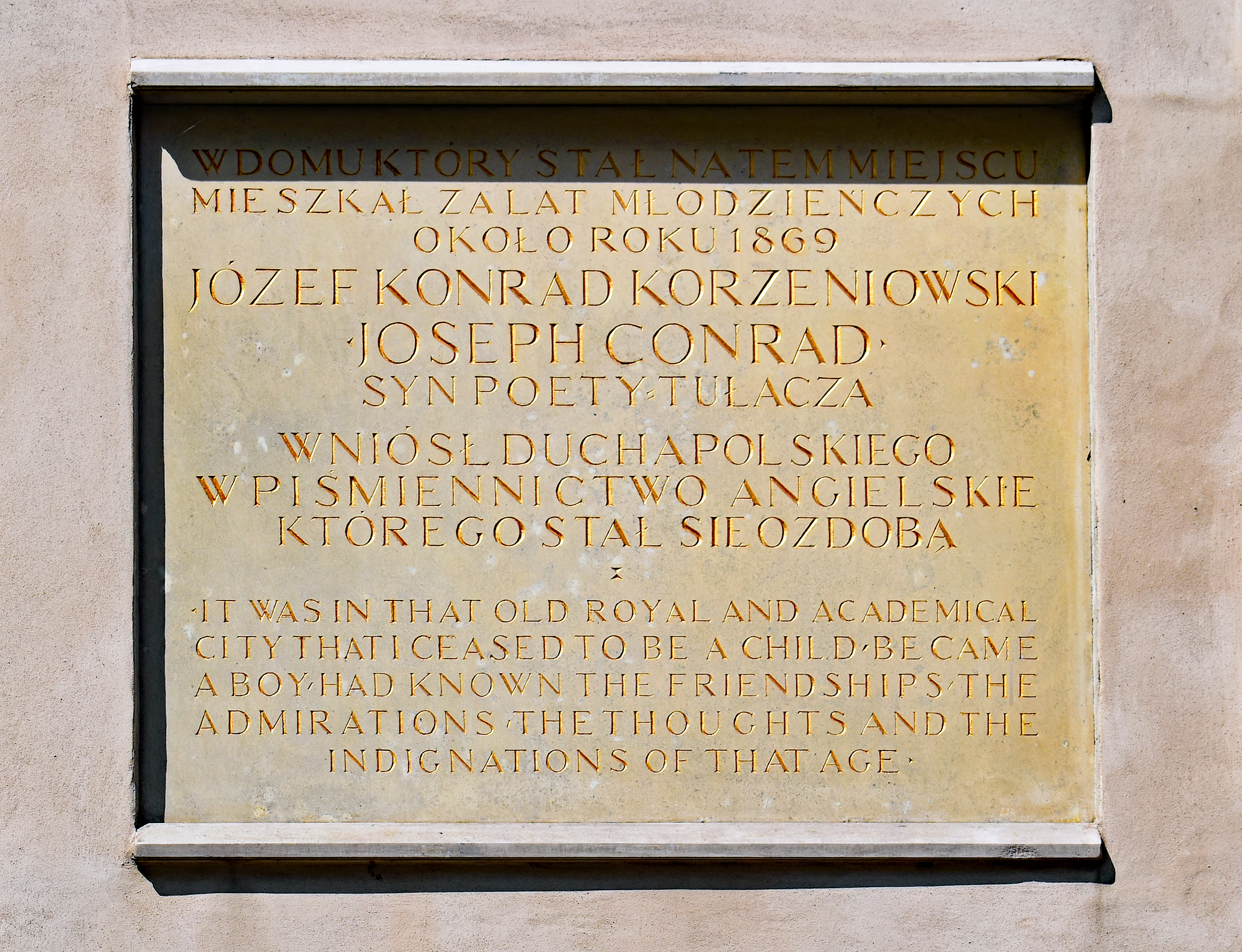
Tablica pamiątkowa Josepha Conrada, ul. Poselska 12, Kraków

- W 1991 roku jego imieniem nazwano ulicę w IV dzielnicy Prądnik Biały w Krakowie[77];
- W ramach projektu Kody Miasta jest patronem literackim ławeczki w Krakowie na Plantach. Projekt ten jest realizowany przez Krakowskie Biuro Festiwalowe, operatora tytułu Kraków Miasto Literatury UNESCO, którym Kraków został uhonorowany w 2013 roku[78][79];
- Od 2009 roku w Krakowie organizowany jest Międzynarodowy Festiwal Literatury im. Josepha Conrada. Nie jest poświęcony twórczości Josepha Conrada, który jedynie symbolicznie udziela nazwiska temu międzynarodowemu przedsięwzięciu. Festiwal gości artystów z całego świata związanych z literaturą, filmem, teatrem, muzyką i sztukami plastycznymi. Od 2015 roku przyznawana jest nagroda Conrada za najlepszy debiut literacki[80].
- Wielu pisarzy XX wieku przyznało się do wpływu Conrada na swoją twórczość, w tym Francis Scott Fitzgerald, William Faulkner, William S. Burroughs, Saul Bellow, Philip Roth, Joan Didion, Thomas Pynchon[81].
- Na cześć Conrada imiona swoim dwóm synom (John Conrad i Conrad Sebastian Robert) nadał Bertrand Russell, wybitny brytyjski logik i filozof[82].
- W filmie Niebezpieczni dżentelmeni postać Josepha Conrada grana jest przez Andrzeja Seweryna[83].

## Wybrane jednostki pływające o nazwieConrad
- Nazwę „Joseph Conrad” w (2009 r.) noszą szwedzki statek handlowy i polski jacht[84]
- Nazwę „Joseph Conrad” nosi stacjonujący w Mystic w stanie Connecticut pełnorejowiec trójmasztowy – dawny duński „Georg Stage”, wsławiony rejsem Alana Villiersa dookoła świata.
- ORP Conrad – polski lekki krążownik, ex. brytyjski HMS „Danae”; jeden z dwóch przekazanych Polsce brytyjskich krążowników lekkich typu „D” (4.850 ton, 5x152 etc.). ORP „Conrad” zasłynął m.in. symbolicznym „zajęciem” od strony morza bazy Kriegsmarine w Wilhelmshaven.
- Po II wojnie światowej pod polską banderą handlową służyły dwie jednostki pływające upamiętniające Józefa K. Korzeniowskiego. Pierwszy, to jugosłowiańskiej budowy drobnicowiec motorowy, zbudowany w 1961 r. w stoczni Brodogradiliste Rijeka, zbliżony do krajowego typu B-516, utracony tragicznie w grudniu 1972 roku w Hajfongu (Wietnam płn.) po zbombardowaniu przez samoloty US Navy[85], a drugi – to półpojemnikowiec typu B-467 zbudowany w Stoczni im. A. Warskiego w Szczecinie, po wejściu do służby jeden z najszybszych drobnicowców pod polską banderą.

- Joseph Conrad – polski jacht typu J-140 (1958)